# Villa Manzini
Villa Manzini o Cepichi (in sloveno Cepki) è una frazione di 95 abitanti del comune sloveno di Capodistria, situato nell'Istria settentrionale.
L'abitato è posto nella parte centrale della valle del torrente Risano, a circa 500 metri dell'insediamento omonimo ed è attraversato dalla strada 409 che porta da Capodistria a Cosina, passando per Cernicale.
Il toponimo Villa Manzini deriva dall'antica famiglia albonese dei Manzin, a suo tempo proprietari terrieri di Villanova di Verteneglio, tanto che ancora oggi viene localmente chiamata in sloveno Manzinovac . Villa Manzini passò, in seguito alla famiglia Tacco.
Nelle vicinanze del piccolo abitato si trovava una chiesetta, di cui non c'è più alcuna traccia, che portava il nome di Madonna della Ròda, con un evidente riferimento alle ruote dei molini posti sulla riviera del Risano.